# Резонансна печера (Росія)
Резонансна печера (рос. Резонансная) — печера в Челябінській області Росії, на Південному Уралі. Печера вертикального типу простягання. Загальна протяжність — 54 м. Глибина печери становить 52 м. Категорія складності проходження ходів печери — 1.